# Jeanne Schwyzer-Vogel
Jeanne Elisa Schwyzer-Vogel (Brussel, 25 december 1870 - Horw, 30 november 1944) was een Zwitserse feministe.

## Biografie
Jeanne Schwyzer-Vogel was een dochter van Johannes/Jean Vogel en van Caroline Wilhelmine Plaggé. Haar vader was al overleden toen Jeanne op 24 september 1873 in Parijs gedoopt werd. Nadat ze op jonge leeftijd wees was geworden, groeide ze op in verschillende instellingen in Zürich. In 1893 huwde ze Fritz Schwyzer, een arts en zoon van een directeur bij de Schweizerische Nordostbahn. 
In 1893 volgde ze haar echtgenoot naar de Verenigde Staten, waar ze in contact kwam het de Amerikaanse vrouwenbeweging. In 1894 werd in New York dochter Jeanne Eder-Schwyzer geboren, die ook actief was binnen de vrouwenbeweging. Het koppel keerde in 1911 terug naar Zwitserland. Nadien richtte ze in 1920 de Verein für Frauenbestrebungen Luzern op, een vrouwenvereniging die zij ook zou voorzitten. Ze pleitte voor samenwerking tussen vrouwen over de grenzen van politiek en religie. In Luzern richtte ze ook een juridisch informatiecentrum op, richtte ze cursussen burgerschapsvorming in voor vrouwen en steunde ze de opening van alcoholvrije restaurants. Ze was betrokken bij de Schweizerische Ausstellung für Frauenarbeit (SAFFA) en een petitie voor de invoering van het vrouwenstemrecht in Zwitserland in 1929.
Als lid van de kantonnale strafrechtelijke en penitentiaire commissie en de toezichtsraad op het kantonnaal ziekenhuis van Luzern was ze van 1934 tot 1940 onder andere de eerste vrouw die zetelde in de raad van bestuur van de Zwitserse Volksbank.